# Trialeurodes packardi
Trialeurodes packardi es un hemíptero de la familia Aleyrodidae, con una subfamilia: Aleyrodinae.
Fue descrita científicamente por primera vez por Morrill en 1903.